# Glavica (żupania pożedzko-slawońska)
Glavica – wieś w Chorwacji, w żupanii pożedzko-slawońskiej, w mieście Pakrac. W 2011 roku liczyła 12 mieszkańców.